# Бариловић
Бариловић је насељено мјесто и средиште истоимене општине у Карловачкој жупанији, Република Хрватска.

## Географија
Бариловић се налази око 12 км југоисточно од Дуге Ресе и око 18 км јужно од Карловца. Лежи на реци Корани.

## Историја
Током рата у Хрватској (1991–1995), Бариловић се налазио уз саму линију фронта између две зараћене стране. До територијалне реорганизације у Хрватској насеље се налазило у саставу бивше општине Дуга Реса.

## Становништво
Према попису становништва из 2011. године, насеље Бариловић је имало 288 становника, а као општина 2.938.
| Демографија | Демографија | Демографија |
| Година      | Становника  | Становника  |
| ----------- | ----------- | ----------- |
| 1961.       | 468         |             |
| 1971.       | 430         |             |
| 1981.       | 390         |             |
| 1991.       | 391         |             |
| 2001.       | 307         |             |
| 2011.       |             | 288         |

## Попис 1991.
На попису становништва 1991. године, насељено место Бариловић је имало 391 становника, следећег националног састава:
| Попис 1991.‍  | Попис 1991.‍  | Попис 1991.‍ | Попис 1991.‍ | Попис 1991.‍ |
| ------------ | ------------ | ----------- | ----------- | ----------- |
|              |              |             |             |             |
| Хрвати       | Хрвати       |             | 367         | 93,86%      |
| Срби         | Срби         |             | 17          | 4,34%       |
| неопредељени | неопредељени |             | 6           | 1,53%       |
| непознато    | непознато    |             | 1           | 0,25%       |
| укупно: 391  |              |             |             |             |